# 9530 Kelleymichael
9530 Kelleymichael è un asteroide della fascia principale. Scoperto nel 1981, presenta un'orbita caratterizzata da un semiasse maggiore pari a 2,8823421 UA e da un'eccentricità di 0,0469993, inclinata di 0,89553° rispetto all'eclittica.